# Victor Deguise
Victor Joseph Dieudonné Deguise (Liegi, 22 dicembre 1855 – Ixelles, 18 marzo 1925) è stato un generale belga, comandante militare della Piazzaforte di Anversa durante le fasi dell'invasione tedesca tra l'agosto e l'ottobre 1914.

## Biografia
Nacque a Liegi il 22 dicembre 1855, e si arruolò nell'esercito nel corso del 1874, assegnato in qualità di tenente all'Arma del genio. Nel 1888 divenne professore in materia di fortificazioni presso la Koninklijke Militaire School sita presso l'Abbazia de la Chambre a Molenbeek.
Tra il 1909 e il 1911 fu comandante di alcune unità del genio militare posizionate nei dintorni di Bruxelles. Tra il 1911 e il 1914 ricoprì l'incarico di direttore del 3º Distretto militare, con responsabilità sulle fortificazioni.

### La prima guerra mondiale
Nel marzo 1914, poco prima dello scoppio del conflitto assunse l'incarico di Governatore militare di Anversa, un importante porto fluviale situato sulle rive del fiume Schelda. Quando iniziò l'invasione tedesca, il 4 agosto 1914, Re Alberto I, comandante supremo dell'esercito, gli impartì l'ordine di mantenere il possesso della città con ogni mezzo a sua disposizione.
La potenza dell'attacco fece sì che l'esercito belga si ritirasse nel cosiddetto ridotto nazionale il 20 agosto. Si trattava di una cintura di fortificazioni su due anelli, costruita nel periodo 1859-1914, disposta intorno ad Anversa e lunga circa 95 km. Dal ridotto l'esercito uscì due volte per attaccare le truppe tedesche in avanzata, attaccando le loro linee di comunicazione, nel corso della prima battaglia della Marna.

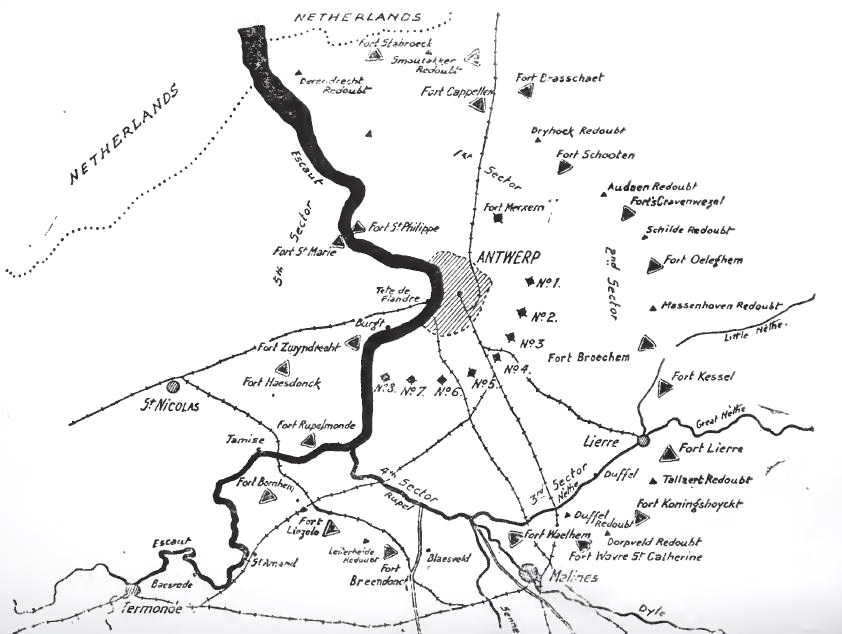
Il campo trincerato di Anversa nel 1914.

Il 6 settembre fu nominato comandante militare della Piazzaforte di Anversa.
Deciso la eliminare questo ostacolo l'Alto Comando tedesco ordinò di porre l'assedio alla Piazzaforte utilizzando i mezzi più potenti a disposizione per eliminere una per una le fortificazioni. Si trattava di 4 mortai da 42 cm M-Gerät 14 L/12 da 420 mm di costruzione Krupp e di 5 mortai 305 mm Škoda forniti dall'alleato austro-ungarico. Con la fine dell'assedio di Maubeuge (24 agosto-7 settembre) divenne disponibile l'artiglieria d'assedio, e l'attacco iniziò a partire dal 28 settembre. La resistenza durò fino al 9 ottobre, consentendo a numero consistente di militari, circa 80.000 tra belgi ed inglesi, e civili, di lasciare la città raggiungendo Nieuwpoort. Il giorno 8 gli intensi bombardamenti avevano consentito alle truppe tedesche di rompere il fronte belga, ed indotto il generale Hans von Beseler a chiedere la capitolazione della città al fine di evitare un inutile spargimento di sangue. La resa fu firmata dal sindaco Jan De Vos, e il generale Deguise con circa 33.000 militari il giorno 10 attraversò la linea di confine con i Paesi Bassi, su ponti di barche, finendo quindi internato. Per paura di un attacco tedesco tutti i militari belgi furono trasferiti molto distante dalla linea di confine, e poterono ritornare in Patria solo nel novembre 1918.
Ritornato in Belgio dopo la fine del conflitto si spense a Ixelles il 18 marzo 1925.

## Pubblicazioni
- Cours de fortification permanente: la fortification permanente appliquée à l'organisation des forteresses à grand développement, Polleunis et Ceuterick, Louvain, 1896.
- Attaque et défense des forteresses: tactique de la guerre de siège, Polleunis et Ceuterick, Louvain, 1898.
- La fortification passagère et la fortification mixte ou semipermanente, Polleunis et Ceuterick, Louvain, 1904.
- La défense de la position fortifiée d'Anvers en 1914 (20 août-10 octobre), Weissenbruch, Bruxelles, 1921.

### Annotazioni
1. ↑  In lingua francese École royale militaire.
2. ↑  A quel tempo il terzo più grande porto mondiale.

### Fonti
1. 1 2 3 4 5 6 7  Kaufmann, Kaufmann 2014, p. 94.
2. 1 2 3 4 5  Firstworldwar.
3. ↑  Fortificazioni.
4. 1 2  Donnell 2013, p. 35.
5. 1 2  Kaufmann, Kaufmann 2014, p. 96.

### Periodici
- (NL) ISSN 0778-256X Robert Gils, Victor Deguise: "la Fortification contemporaine", in Vesting, n. 3, Simon Stevin Vlaams Vestingbouwkundig Centrum, 1998,  pp. 16-17.